# 大土呂站
大土呂站（日语：／ Ōdoro eki）是位於福井縣福井市半田町17番6號，福井幸福鐵道的Hapi-line Fukui線車站。

## 車站構造
本站是地面車站，設有2面2線的單式月台。此站曾經設有1面1線的單式月台和1面2線的島式月台，但是中央的路軌（島式月台側）已經撒走（剩下部分路軌供維修車輛停泊）。由於此站沒有轉轍器或絶対信號機，因此此站被分類為停留所。現時的車站大樓建於車站啟用當時，位於路軌東邊。車站大樓與月台之間設有跨線橋連接。跨線橋後方可前往另一車站出入口，名為「西口」。
此站是由福井幸福鐵道管理的無人車站。車站內設有候車室、化妝室（廁所）和IC卡專用的簡易閘機。沒有設置自動售票機。現時的車站大樓是建於1948年（昭和23年），在福井地震重建的木造車站大樓。

### 月台
| 月台 | 路線               | 上下行 | 方向           |
| ---- | ------------------ | ------ | -------------- |
| 1    | ■Hapi-line Fukui線 | 上行   | 敦賀方向       |
| 2    | ■Hapi-line Fukui線 | 下行   | 福井、金澤方向 |

在引入ICOCA後，此站開始編排月台編號，已撤走的中線沒有編排月台編號。

## 歷史
- 1896年7月15日：官設鐵道北陸線敦賀站至福井站之間開業，此站啟用（為一般車站）。
- 1909年10月12日：制定路線名稱，此站成為北陸本線車站。
- 1948年6月28日：發生福井地震，使車站大樓全毀[2]。
- 1948年12月20日：車站大樓與其他設施的修復工程竣工[2]。
- 1961年10月1日：終止貨物起卸業務（成為旅客車站）。
- 1984年

- 2月1日：終止行李起卸業務。
- 4月1日：成為無人車站。

- 1987年4月1日：伴隨國鐵分割民營化，車站由西日本旅客鐵道（JR西日本）營運。
- 2018年9月15日：此站可以使用ICOCA[1][3]。
- 2024年3月16日：隨北陸新幹線延伸至敦賀，車站改由福井幸福鐵道營運。

## 使用狀況
根據「福井縣統計年鑑」，在2018年（平成30年）度，1日平均乘車人次為337人。以下列出近年1日平均乘車人次：
| 年度   | 一日平均 乘車人次 |
| ------ | ----------------- |
| 1997年 | 407               |
| 1998年 | 434               |
| 1999年 | 430               |
| 2000年 | 408               |
| 2001年 | 392               |
| 2002年 | 387               |
| 2003年 | 367               |
| 2004年 | 356               |
| 2005年 | 341               |
| 2006年 | 338               |
| 2007年 | 336               |
| 2008年 | 328               |
| 2009年 | 333               |
| 2010年 | 342               |
| 2011年 | 327               |
| 2012年 | 331               |
| 2013年 | 329               |
| 2014年 | 297               |
| 2015年 | 305               |
| 2016年 | 315               |
| 2017年 | 338               |
| 2018年 | 337               |

## 車站周邊
- 福井南高等學校（日语：福井南高等学校）
- 北陸駕駛學校
- 大土呂郵局
- 福井縣立音樂堂（和諧音樂廳）（日语：福井県立音楽堂） - 步行20分鐘

## 相鄰車站
Hapi-line Fukui
■Hapi-line Fukui線
快速
通過
普通
北鯖江－大土呂－越前花堂

## 外部連結
- 大土呂站 - Hapi-line Fukui （页面存档备份，存于）（日語）